# Kōji Fujikawa
Kōji Fujikawa (japanisch 藤川 康司 Fujikawa Kōji; * 7. Oktober 1978 in der Präfektur Tokushima) ist ein ehemaliger japanischer Fußballspieler.

## Karriere
Fujikawa erlernte das Fußballspielen in der Schulmannschaft der Seiko Gakuen High School. Seinen ersten Vertrag unterschrieb er 1997 bei den Kyoto Purple Sanga. Der Verein spielte in der höchsten Liga des Landes, der J1 League. 2000 wechselte er zum Zweitligisten Ōita Trinita. 2001 wechselte er zum Ligakonkurrenten Sagan Tosu. Für den Verein absolvierte er 25 Ligaspiele. 2005 wechselte er zum Drittligisten ALO'S Hokuriku (heute: Kataller Toyama). Am Ende der Saison 2008 stieg der Verein in die J2 League auf. Für den Verein absolvierte er 78 Ligaspiele. Ende 2009 beendete er seine Karriere als Fußballspieler.